# 利奥六世 (拜占庭)
利奥六世，绰号“智者”或“哲学家”（希臘語：Λέων ΣΤ΄ ὁ Σοφός，Leōn VI ho Sophos；866年9月19日—912年5月11日），拜占庭皇帝（886～912年在位），在位期间编纂完成了《巴西利卡法典》，成为拜占庭帝國的法典。他是罗马帝国最末一任执政官，此后该职位被废除。

## 生平
利奥是巴西尔一世和第二任妻子歐朵嘉·因杰李娜（Eudokia Ingerina）的儿子，870年加冕为共治皇帝（但是由於歐朵嘉·因杰李娜也曾和米海爾三世結婚，後者卒於867年、利奧則生於866年，所以也有一說利奧其實是米海爾的兒子）。886年，父亲去世后继承帝位。统治期间，能干的指挥官老尼基弗鲁斯·福卡斯在意大利南部对伦巴第人接连获胜。然而，阿拉伯人于902年夺取了西西里岛，塞萨洛尼基被海盗特里波利人利奥洗劫，爱琴海也不断受到阿拉伯海盗的袭击。为此，拜占庭加强了海军力量，并在908年在爱琴海全歼了阿拉伯舰队。但拜占庭海军在911～912年的远征中又被特里波利人利奥击败。在北方，由于得到马扎尔人的帮助，拜占庭使保加利亚第一帝国的西蒙大帝签订停战协议。然而，在佩切涅格人的帮助下，西蒙在896年取得了对拜占庭的决定性胜利，迫使拜占庭缴纳年贡。
因為急於生出男性继承人，利奥先后结過四次婚，因而招致教会的谴责。當時可以再婚，但結了三次婚以上就算是醜聞，遑論四次。教長 Nicholas 拒絕給予第四次婚禮祝福。
利奥拜君士坦丁堡牧首佛提乌为师，有一定文学造诣，著有多篇涉及广泛的教会和世俗的问题的作品，还写过其父亲葬礼上的颂词，礼拜仪式的诗，说教，演说，世俗的诗歌和军事论文。